# Aero A-19
De Aero A-19 (ook wel bekend als A.19) is een Tsjechoslowaaks dubbeldekker-jachtvliegtuig gebouwd door Aero.
De A-19 werd samen met de A-18 en A-20 in 1923 gebouwd en was bedoeld als jachtvliegtuig in de Tsjechoslowaakse luchtmacht. De A-18 werd uiteindelijk gekozen en daarmee kwam een einde aan de ontwikkeling van de A-19.

## Specificaties
- Bemanning: 1
- Lengte: 7,0 m
- Spanwijdte: 8,4 m
- Vleugeloppervlak: 19,2 m2
- Leeggewicht: 793 kg
- Volgewicht: 1 003 kg
- Motor: 1× Breitfeld & Daněk Perun I, 130 kW (170 pk)